# Liste der Kulturdenkmale in Herrnhut

Wappen von Herrnhut

In der Liste der Kulturdenkmale in Herrnhut sind die Kulturdenkmale der sächsischen Stadt Herrnhut verzeichnet, die bis Juni 2018 vom Landesamt für Denkmalpflege Sachsen erfasst wurden (ohne archäologische Kulturdenkmale). Die Anmerkungen sind zu beachten.
Diese Liste ist eine Teilliste der Liste der Kulturdenkmale im Landkreis Görlitz.

## Aufteilung
Wegen der großen Anzahl von Kulturdenkmalen in Herrnhut sind die Kulturdenkmale in den Ortsteilen in Teillisten aufgeführt.
| Kulturdenkmale in Herrnhut-… |
| ---------------------------- |
| Berthelsdorf                 |
| Euldorf                      |
| Friedensthal                 |
| Großhennersdorf              |
| Neundorf auf dem Eigen       |
| Rennersdorf                  |
| Ruppersdorf                  |
| Schönbrunn                   |
| Strahwalde                   |

## Liste der Kulturdenkmale in Herrnhut
| Bild           | Bezeichnung | Lage | Datierung | Beschreibung | ID       |
| -------------- | --- | --- | --- | --- | -------- |
|                | Stadtkern Herrnhut (Sachgesamtheit) | (im Bereich Löbauer/Zittauer Straße, Comeniusstraße, Zinzendorfplatz, August-Bebel-Straße und Dürninger Straße) (Karte) | Ab 1722 | Sachgesamtheit Stadtkern Herrnhut: Kern der im 18. Jahrhundert nach einem Plan gebauten Stadt mit der Allee Löbauer Straße bis Beginn der Gemarkung Strahwalde und der Berthelsdorfer Allee (Gartendenkmale); Berthelsdorfer Allee aus dem 18. Jahrhundert eine zweireihige Lindenallee entlang der Straße von Herrnhut nach Berthelsdorf, landschaftsgestaltend und ortsgeschichtlich von Bedeutung | 09224737 |
|                | Eisenbahnstrecke Löbau – Zittau (Sachgesamtheit) | (Strecke zwischen Herrnhut und Ruppersdorf) (Karte)                                                                     | 1846 bis Ende 19. Jahrhundert                                                                                                 | Sachgesamtheitsbestandteil der Sachgesamtheit Eisenbahn Löbau-Zittau, Abschnitt im Ortsteil Herrnhut, mit folgenden Einzeldenkmalen: eine Eisenbahnbrücke (Zur Bleiche, Obj. 08992555), Durchlassöffnung des Petersbachs (Obj. 08992553), Viadukt über das Tal des Petersbaches (Obj. 09224664), Eisenbahnerwohnhaus, Löbauer Straße 51 (Obj. 09224654), Bahnhof Herrnhut, Löbauer Straße 55 (Obj. 09224652) und Bogenbrücke über die Oderwitzer Straße (Obj. 09224661) sowie Trasse und Gleisanlage der Eisenbahn als Sachgesamtheitsteil (siehe auch Sachgesamtheitsdokument in der Denkmalliste der Stadt Löbau – Obj. 08992544); verkehrsgeschichtlich und technikgeschichtlich von Bedeutung | 09302439 |
|                | Eisenbahnviadukt über das Tal des Petersbaches (Einzeldenkmal zu ID-Nr. 09302439) | (Petersbachtal, südwestlich vom Ort; km 44,504) (Karte)                                                                 | Um 1850 | Einzeldenkmal der Sachgesamtheit Eisenbahnstrecke Löbau – Zittau; baugeschichtlich und verkehrsgeschichtlich von Bedeutung, fünf Bögen in Granit, mit Brüstung und Eisengeländer | 09224664 |
| Weitere Bilder | Gedenkstein an die Ortsgründung Herrnhuts | (im Wald, ein Kilometer südsüdöstlich des Ortes) (Karte)                                                                | 1822 | Würfel aus Granit mit Inschrift, ortsgeschichtlich von Bedeutung | 09224623 |
| Weitere Bilder | Altan auf dem Hutberg; Aussichtsturm in Form eines Pavillons auf dem Hutberg und Areal darum (Gartendenkmal) | (auf dem Hutberg) (Karte)                                                                                               | 1790 | 1790 von Matthijs Beuning (1739–1800) gebaut, baugeschichtlich und ortsgeschichtlich von Bedeutung | 09303709 |
| Weitere Bilder | Gottesacker der evangelischen Brüder-Unität und Allee (Sachgesamtheit) | (Flurstücke 73/2, 222, 255/1, 255a) (Karte)                                                                             | 1730 | Sachgesamtheit Evangelische Brüder-Unität, Gottesacker Herrnhut: Gottesacker Herrnhut und hinführende Allee, beim Friedhof Eingangstor mit Spruchband, sieben sarkophagartige Grabmale der Familien von Zinzendorf und von Wattewille, Denkmalanlage für 60 im Ersten Weltkrieg gefallene Brüder und alle anderen Grabmale (Einzeldenkmale, siehe obj 09224597) die Friedhofsgestaltung mit Stutzlindenquartieren und Hecken, die vom Ort zum Gottesacker führende Lindenallee und das Hutbergareal (Gartendenkmal) sowie alle in den Boden eingelassenen Grabplatten als Sachgesamtheitsteile; ortsgeschichtlich, kulturgeschichtlich und religionsgeschichtlich von Bedeutung                   | 09303311 |
| Weitere Bilder | Eingangstor mit Spruchband, sieben sarkophagartige Grabmale der Familien von Zinzendorf und von Wattewille, Denkmalanlage für 60 im Ersten Weltkrieg gefallene Brüder (Einzeldenkmale zu ID-Nr. 09303311)                                                                             | (Flurstück 73/2) (Karte)                                                                                                | 1790 (Aussichtsturm); 1830 (Friedhofstor); nach 1918 (Kriegerdenkmal 1. Weltkrieg)                                            | Einzeldenkmale der Sachgesamtheit Gottesacker der evangelischen Brüder-Unität und Allee; ortsgeschichtlich, kulturgeschichtlich und religionsgeschichtlich von Bedeutung | 09224597 |
|                | Wohnhaus in Ecklage (Pilgerhaus der Evangelischen Brüder-Unität) | August-Bebel-Straße 1 (Zinzendorfplatz 5) (Karte)                                                                       | 1864 | Ein Haus mit August-Bebel-Straße 1, spätklassizistische Fassade mit Putznutung, baugeschichtlich und straßenbildprägend von Bedeutung | 09224541 |
| Weitere Bilder | Witwenhaus der Evangelischen Brüder-Unität in Ecklage, Garten mit Gartenhaus und Gartenlaube sowie Reste der Einfriedungsmauer an der Dürningerstraße und der August-Bebel-Straße | August-Bebel-Straße 2, 4 (Zinzendorfplatz 6, 7) (Karte)                                                                 | 1759–1761 (Witwenhaus); 2. Hälfte 18. Jahrhundert (Gartenhaus); Mitte 19. Jahrhundert (Gartenlaube)                           | Ein Haus mit August-Bebel-Straße 2/4, repräsentativer U-förmiger Barockbau mit Mansardwalmdach, schlichte Wandgliederung durch rustizierte Eckpilaster, barockes achteckiges Gartenhaus aus Holz mit gerundeter Haube, hölzerne Gartenlaube, baugeschichtlich, ortsgeschichtlich und platzbildprägend von Bedeutung | 09224539 |
| Weitere Bilder | Waschhaus der Evangelischen Brüder-Unität | August-Bebel-Straße 3 (Karte)                                                                                           | 1788 | Putzbau mit hölzerner Toreinfahrt und Dacherker, ortsgeschichtlich von Bedeutung | 09224545 |
|                | Wohnhaus und Nebengebäude (Holländerhaus; van Laersches Haus) | August-Bebel-Straße 5 (Karte)                                                                                           | 1771 | Putzbau mit Rokoko-Zierelementen und fünf aufwändig gestalteten Dachhäuschen, baugeschichtlich und ortsgeschichtlich von Bedeutung | 09224546 |
| Weitere Bilder | Wohnhaus | August-Bebel-Straße 6 (Karte)                                                                                           | Mitte 18. Jh. | Obergeschoss Fachwerk, verbrettert, kleiner Ladeneinbau, baugeschichtlich von Bedeutung | 09224588 |
| Weitere Bilder | Feuerwehrgerätehaus mit Gefängniszelle | August-Bebel-Straße 6 (neben) (Karte)                                                                                   | Um 1900 | Ortsgeschichtlich von Bedeutung | 09224589 |
|                | Wohnhaus, nach links frei stehend (Hephata-Haus ehemahls Kummer´sches Haus) | August-Bebel-Straße 7 (Karte)                                                                                           | 1764 (Vorderhaus, 1916 Anbau Hinterhaus)                                                                                      | Putzbau, baugeschichtlich und städtebaulich von Bedeutung | 09224547 |
|                | Wohnhaus in Ecklage und Nebengebäude | August-Bebel-Straße 8 (Karte)                                                                                           | 18. Jahrhundert | Putzbau mit Walmdach und fünf Dachhäuschen, Nebengebäude an der Dürningerstraße mit Toreinfahrt, baugeschichtlich und städtebaulich von Bedeutung | 09224587 |
| Weitere Bilder | Wohnhaus und seitliche Pforte | August-Bebel-Straße 9 (Karte)                                                                                           | Bezeichnet mit 1755 | Obergeschoss Fachwerk verbrettert, Schnitzarbeiten am Wohnhaus mehrfach bezeichnet, Rokoko-Schmuckportal, im Hof Laubengang und Veranda aus Holz, baugeschichtlich und hausgeschichtlich von Bedeutung | 09224548 |
|                | Wohnhaus in Ecklage der Evangelischen Brüder-Unität (Dürningersche Tabakfabrik) | August-Bebel-Straße 10 (Karte)                                                                                          | 1820 | Ehemals Tabakfabrik, siehe auch Dürningerstraße 11a, Putzbau mit Walmdach und Dachhäuschen, baugeschichtlich und ortsgeschichtlich von Bedeutung | 09224581 |
| Weitere Bilder | Gildemeisterhaus in Ecklage (Bibliothek) | August-Bebel-Straße 11 (Karte)                                                                                          | 2. Hälfte 18. Jahrhundert | Siehe auch Dürningerstraße 18, Putzbau mit Toreinfahrt und Schopfwalmdach, viele Dachhäuschen und Fledermausgaupen, baugeschichtlich und ortsgeschichtlich von Bedeutung | 09224549 |
|                | Wohnhaus mit Ladeneinbau, nach rechts frei stehend | August-Bebel-Straße 12 (Karte)                                                                                          | 2. Hälfte 18. Jahrhundert | Putzbau mit Krüppelwalmdach, baugeschichtlich und städtebaulich von Bedeutung | 09224580 |
|                | Handelshaus der Firma Abraham Dürninger über winkligem Grundriss, nordöstliches Torhaus, nördliches Quergebäude, dahinter liegende barocke Gartenanlage mit Gartenhaus, alten Gehölzen und Resten der ursprünglichen Wegeführung sowie Einfriedungsmauer (Evangelische Brüder-Unität) | August-Bebel-Straße 13 (Karte)                                                                                          | 1774 (Garten); um 1840 (Gartenhaus); 1938–1940 (Quergebäude und Torhaus)                                                      | Repräsentative Hofanlage, ursprünglich mit Orangerie, baugeschichtlich, gartenkünstlerisch und ortsgeschichtlich von Bedeutung | 09224557 |
|                | Wohnhaus und Gartenhäuschen | August-Bebel-Straße 14 (Karte)                                                                                          | 2. Hälfte 18. Jh. | Wohnhaus Putzbau mit fünf Dachhäuschen, darüber Fledermausgaupen, hölzernes Gartenhäuschen, baugeschichtlich und städtebaulich von Bedeutung | 09224579 |
|                | Wohnhaus, nach rechts frei stehend | August-Bebel-Straße 16 (Karte)                                                                                          | 2. Hälfte 18. Jahrhundert | Putzbau mit Krüppelwalmdach und Schleppgaupe, baugeschichtlich und städtebaulich von Bedeutung | 09224578 |
|                | Wohnhaus | August-Bebel-Straße 17 (Karte)                                                                                          | 2. Hälfte 18. Jahrhundert | Einfacher Putzbau, baugeschichtlich und städtebaulich von Bedeutung | 09224568 |
|                | Wohnhaus in geschlossener Bebauung und Gartenhaus | August-Bebel-Straße 18 (Karte)                                                                                          | 2. Hälfte 18. Jahrhundert, verändert (Wohnhaus); Ende 19. Jahrhundert (Gartenhaus)                                            | Wohnhaus einfache Putzgliederung, baugeschichtlich und städtebaulich von Bedeutung | 09224577 |
|                | Wohnhauszeile, bestehend aus vier Wohnhäusern (Nachtwächterhäuser) | August-Bebel-Straße 19, 21, 23, 25 (Karte)                                                                              | 1787 | Eingeschossige Putzbauten mit verbrettertem Giebel, ortsgeschichtlich und sozialgeschichtlich von Bedeutung | 09224567 |
|                | Wohnhaus in geschlossener Bebauung | August-Bebel-Straße 20 (Karte)                                                                                          | 2. Hälfte 18. Jahrhundert | Schlichter Putzbau, steiles Satteldach, baugeschichtlich und städtebaulich von Bedeutung | 09224576 |
|                | Wohnhaus in geschlossener Bebauung | August-Bebel-Straße 22 (Karte)                                                                                          | 2. Hälfte 18. Jh. | Schlichter Putzbau, baugeschichtlich und städtebaulich von Bedeutung | 09224575 |
|                | Wohnhaus, nach links frei stehend | August-Bebel-Straße 24 (Karte)                                                                                          | 2. Hälfte 18. Jahrhundert | Schlichter Putzbau mit steilem Krüppelwalmdach, baugeschichtlich und städtebaulich von Bedeutung | 09224574 |
|                | Wohnhaus mit zwei Rückgebäuden und Gartenhaus (Reichelsches Haus) | August-Bebel-Straße 26 (Karte)                                                                                          | Anfang 19. Jahrhundert (Gartenhaus); 2. Hälfte 19. Jahrhundert (Wohnhaus)                                                     | Wohnhaus mit einfacher Putzgliederung, Krüppelwalmdach und Dachhäuschen, aufwändiges Gartenhaus mit gesprossten Rundbogenfenstern, auf Säulen ruhendem Gebälk und Giebeldreieck, baugeschichtlich und ortsgeschichtlich von Bedeutung | 09224573 |
|                | Wohnhaus | August-Bebel-Straße 28 (Karte)                                                                                          | 2. Hälfte 18. Jahrhundert | Schlichter Putzbau mit Krüppelwalmdach und Dachhäuschen, baugeschichtlich und städtebaulich von Bedeutung | 09224572 |
|                | Postgebäude mit seitlichen Toreinfahrten | August-Bebel-Straße 29 (Karte)                                                                                          | Um 1895 | Klinkerbau mit farbigen Zierklinkern und aufwändigen Fenster- und Türgewänden, baugeschichtlich und ortsgeschichtlich von Bedeutung | 09224566 |
|                | Wohnhaus mit winkelförmigem Anbau und Nebengebäude sowie Gartenhäuschen | August-Bebel-Straße 30 (Karte)                                                                                          | 2. Hälfte 18. Jahrhundert (Wohnhaus); 19. Jahrhundert (Gartenpavillon)                                                        | Wohnhaus breitgelagerter Putzbau mit Putzornament und drei Dachhäuschen, im Winkel stehendes Nebengebäude und hölzernes Gartenhäuschen, baugeschichtlich und städtebaulich von Bedeutung | 09224571 |
|                | Wohnhaus | August-Bebel-Straße 31 (Karte)                                                                                          | 3. Viertel 19. Jahrhundert | Putzbau mit Stockgesimsen und Fensterverdachungen, baugeschichtlich und städtebaulich von Bedeutung | 09224565 |
|                | Wohnhaus, nach rechts frei stehend, mit Einfriedung | August-Bebel-Straße 32 (Karte)                                                                                          | Um 1800 | Putzbau mit drei Dachhäuschen, baugeschichtlich und städtebaulich von Bedeutung | 09224570 |
|                | Wohnhaus und Einfriedung | August-Bebel-Straße 33 (Karte)                                                                                          | 1894 | Gebäude mit Putzzier und Fensterverdachungen, baugeschichtlich von Bedeutung | 09224564 |
|                | Wohnhaus, nach links frei stehend | August-Bebel-Straße 34 (Karte)                                                                                          | 3. Viertel 19. Jahrhundert | Einfacher Putzbau mit Satteldach, baugeschichtlich und städtebaulich von Bedeutung | 09224569 |
|                | Wohnhaus und Einfriedung | August-Bebel-Straße 35 (Karte)                                                                                          | Bezeichnet mit 1898–1899 | Putzbau mit profilierten Fenstergewänden und Walmdach, baugeschichtlich und städtebaulich von Bedeutung | 09224563 |
|                | Dürninger-Garten mit Borkenhaus, Gartenhaus und Teehaus sowie Einfriedungsmauer | August-Bebel-Straße 35 (gegenüber), Ecke Goethestraße (Karte)                                                           | 18. Jahrhundert und Ende 19. Jahrhundert (Garten); um 1780 (Gartenhaus); vor 1845 (Borkenhäuschen); 19. Jahrhundert (Teehaus) | Borkenhäuschen mit neogotischen Fensterformen in der hinteren Ecke des Gartens, spätbarockes Gartenhaus mit quadratischem Grundriss und originalgetreuer Innenausstattung sowie das Teehaus am Eingang mit Küche und Toilette, baugeschichtlich, kulturgeschichtlich und gartenkünstlerisch von Bedeutung | 09224644 |
| Weitere Bilder | Berthelsdorfer Allee (Einzeldenkmal der Sachgesamtheit 09224737) | Berthelsdorfer Allee (Karte)                                                                                            | 18. Jahrhundert | Einzeldenkmal der Sachgesamtheit Stadtkern Herrnhut; zweireihige Lindenallee entlang der Straße von Herrnhut nach Berthelsdorf aus dem 18. Jahrhundert, landschaftsgestaltend und ortsgeschichtlich von Bedeutung | 09307168 |
|                | Gästehaus der Evangelischen Brüder-Unität, mit Gartenanlage und Brunnen (Christian-David-Haus; ehemals Brüderhaus) | Christian-David-Straße 2 (Karte)                                                                                        | 1763, erneuert (Gästehaus); 18. Jahrhundert (Brunnen)                                                                         | Rest des ehemaligen Brüderhauses, breitgelagerter barocker Putzbau mit Mansarddach mit Schopf, barocker Brunnen im Garten, baugeschichtlich, gartenkünstlerisch und straßenbildprägend von Bedeutung | 09224735 |
|                | Wohnhaus mit Einfriedung und Toreinfahrt | Christian-David-Straße 3 (Karte)                                                                                        | 1920er Jahre | Putzbau mit Reformstilelementen, baugeschichtlich von Bedeutung | 09224633 |
| Weitere Bilder | Seminargebäude der Evangelischen Brüder-Unität mit winkelförmig anschließendem Nebengebäude und Gartenhaus an der Dürningerstraße (Theologisches Seminar) | Civitatenweg 1 (Karte)                                                                                                  | 4. Viertel 19. Jahrhundert (Gartenhaus); 1920er Jahre (Seminar)                                                               | Dieses ehemals zum Witwerhaus gehörend, mit neogotischen Fenstern, Seminargebäude heute Wohnhaus, baugeschichtlich und ortsgeschichtlich von Bedeutung | 09224631 |
| Weitere Bilder | Schulgebäude (Grundschule, ehemals Berufsschule) | Civitatenweg 8 (Karte)                                                                                                  | 1928 | Putzbau mit mittiger Eingangsfront und steilem Walmdach, in der Art der Tessenow-Häuser in Hellerau, baugeschichtlich von Bedeutung | 09224634 |
| Weitere Bilder | Zisterne | Civitatenweg 8 (gegenüber) (Karte)                                                                                      | 18. Jahrhundert | Siehe auch Comeniusstraße/Ecke Hutbergweg und bei Dürningerstraße 1, Zeugnis der Trinkwasserversorgung des Ortes, ortsgeschichtlich von Bedeutung | 09229991 |
| Weitere Bilder | Zisterne | Comeniusstraße (Ecke Hutbergweg) (Karte)                                                                                | 18. Jahrhundert | Siehe auch Civitatenweg (gegenüber von Nr. 8) und bei Dürningerstraße 1, Zeugnis der Trinkwasserversorgung des Ortes, ortsgeschichtlich von Bedeutung | 09229992 |
| Weitere Bilder | Königlich-Sächsische Meilensteine (Sachgesamtheit); Meilenstein | Comeniusstraße (Ecke Allee zum Gottesacker) (Karte)                                                                     | Bezeichnet mit 1859 | Sandsteinblock mit Entfernungsangaben, verkehrshistorisch von Bedeutung | 09224595 |
| Weitere Bilder | Wohnhaus mit Rückgebäude, Garten und Einfriedung | Comeniusstraße 1 (Karte)                                                                                                | 2. Viertel 18. Jh. | Wohnhaus Obergeschoss Fachwerk, verbrettert, baugeschichtlich und gartenkünstlerisch von Bedeutung | 09224591 |
| Weitere Bilder | Wohnhaus mit Laden (Comeniusbuchhandlung) | Comeniusstraße 2 (Karte)                                                                                                | 2. Hälfte 18. Jahrhundert | Breitgelagerter barocker Putzbau mit Mansarddach mit Schopf, baugeschichtlich von Bedeutung | 09224598 |
| Weitere Bilder | Villenartiges Wohnhaus | Comeniusstraße 3 (Karte)                                                                                                | Laut Auskunft 1913, verändert                                                                                                 | Zeittypischer Putzbau mit Mansardwalmdach, baugeschichtlich von Bedeutung | 09224592 |
| Weitere Bilder | Wohnhaus mit Garten und Gartenhaus | Comeniusstraße 4 (Karte)                                                                                                | Bezeichnet mit 1743 (Wohnhaus); Ende 18. Jahrhundert oder 1822 (Gartenhaus)                                                   | Wohnhaus Obergeschoss Fachwerk verbrettert, Satteldach mit vier Dachhäuschen, Torschlussstein bezeichnet, klassizistisches Gartenhäuschen im hinteren Teil des Gartens, baugeschichtlich und gartenkünstlerisch von Bedeutung | 09224599 |
| Weitere Bilder | Wohnhaus | Comeniusstraße 5 (Karte)                                                                                                | Mitte 18. Jahrhundert | Obergeschoss Fachwerk, verbrettert, baugeschichtlich von Bedeutung | 09224593 |
| Weitere Bilder | Wohnhaus mit Freitreppe, zwei seitlichen Remisengebäuden und zwei rückwärtigen Nebengebäuden sowie Garten mit Gartenpavillon (Kölbingsches Haus, Heimatmuseum Herrnhut) | Comeniusstraße 6 (Karte)                                                                                                | 1764 (Wohnhaus); 1770 (Gartenhaus)                                                                                            | Repräsentatives barockes Gebäude, heute Heimatmuseum, das Gartenhaus im chinesischen Stil (Chinoiserie), baugeschichtlich, kulturgeschichtlich und gartenkünstlerisch von Bedeutung. Der Garten ist Mitglied des Gartenkulturpfades beiderseits der Neiße. Dies verbessert die Möglichkeiten der Pflege („Parkseminare“) und die Aussichten auf Förderung sowie die touristische Erschließung. | 09224600 |
| Weitere Bilder | Wohnhaus, ohne Anbauten, mit südöstlicher Gartenmauer (Schulungszentrum der Evangelischen Brüder-Unität) | Comeniusstraße 8 (Karte)                                                                                                | Mitte 18. Jahrhundert, verändert                                                                                              | Putzbau mit Ecklisenen, baugeschichtlich und ortsgeschichtlich von Bedeutung | 09224601 |
| Weitere Bilder | Wohnhaus mit nordöstlichem Nebengebäude und Gartenhäuschen | Comeniusstraße 9 (Karte)                                                                                                | Bezeichnet mit 1739 (Wohnhaus); 1822 (Gartenhaus)                                                                             | Repräsentatives Gebäude mit Portal, im Schlussstein bezeichnet, mittiges großes Dachhäuschen flankiert von je drei kleineren, klassizistisches hölzernes Gartenhäuschen, baugeschichtlich und kulturgeschichtlich von Bedeutung | 09224594 |
| Weitere Bilder | Wohnhaus mit zwei rückwärtigen Nebengebäuden, Garten, Gartenhäuschen und umgebender Gartenmauer (Wauersches Haus) | Comeniusstraße 10 (Karte)                                                                                               | Mitte 18. Jahrhundert | Wohnhaus als barocker Putzbau mit Lisenengliederung, baugeschichtlich, kulturgeschichtlich und gartenkünstlerisch von Bedeutung | 09224602 |
| Weitere Bilder | Wohnhaus und Gartenhäuschen | Comeniusstraße 11 (Karte)                                                                                               | 19. Jh. | Putzbau mit Putzgliederung, hölzernes Gartenhäuschen, baugeschichtlich und kulturgeschichtlich von Bedeutung | 09224820 |
| Weitere Bilder | Wohnhaus mit zwei seitlichen Anbauten, Garten, Gartenhaus und umgebender Gartenmauer (Altenheim; Evangelische Brüder-Unität) | Comeniusstraße 12 (Karte)                                                                                               | Laut Auskunft 1789 (Wohnhaus); nach 1770 (Gartenhaus)                                                                         | Wohnhaus als Putzbau mit Lisenengliederung, spätbarockes Gartenhaus, baugeschichtlich, kulturgeschichtlich und gartenkünstlerisch von Bedeutung | 09224603 |
| Weitere Bilder | Wohnhaus mit Einfriedung | Comeniusstraße 13 (Karte)                                                                                               | 2. Hälfte 19. Jh. | Zeittypischer Putzbau mit Klinkerzier, schmiedeeiserne Einfriedung, baugeschichtlich von Bedeutung | 09224604 |
|                | Einfriedungsmauer | Dürningerstraße (in Richtung Gottesacker) (Karte)                                                                       | 19. Jahrhundert | Bruchstein, straßenbildprägend von Bedeutung | 09224586 |
| Weitere Bilder | Zisterne | Dürningerstraße 1 (bei) (Karte)                                                                                         | 18. Jahrhundert | Siehe auch Civitatenweg, gegenüber Nr. 8 und Comeniusstraße/Ecke Hutbergweg, Zeugnis der Trinkwasserversorgung des Ortes, ortsgeschichtlich von Bedeutung | 09224823 |
|                | Wohnhaus mit Laden in Ecklage | Dürningerstraße 3a (Löbauer Straße 9) (Karte)                                                                           | 2. Viertel 18. Jahrhundert, verändert                                                                                         | Massives Gebäude mit hohem Mansardwalmdach mit Schopf, baugeschichtlich und städtebaulich von Bedeutung | 09224630 |
| Weitere Bilder | Wohn- und Geschäftshaus in Ecklage mit Nebengebäude (Dürningersches Geschäftshaus, Evangelische Brüder-Unität) | Dürningerstraße 5 (Löbauer Straße 12) (Karte)                                                                           | 1761 | Ein Haus mit Löbauer Straße 12, repräsentatives Gebäude mit Putzgliederung, Walmdach mit vielen Dachhäuschen, Nebengebäude Fachwerk verputzt, baugeschichtlich und ortsgeschichtlich von Bedeutung | 09224555 |
|                | Wohnhaus mit Laden | Dürningerstraße 7 (Karte)                                                                                               | 1920er Jahre | Putzbau in der Formensprache der 1920er Jahre mit Mansardwalmdach, baugeschichtlich von Bedeutung | 09224556 |
|                | Wohnhaus, nach rechts frei stehend (Dürningersche Tabakfabrik, Evangelische Brüder-Unität) | Dürningerstraße 11a (Karte)                                                                                             | 1820 | Steht im Zusammenhang mit ehemaliger Tabakfabrik August-Bebel-Straße 10, ortsgeschichtlich von Bedeutung | 09224582 |
|                | Wohnhaus, ehemals in geschlossener Bebauung | Dürningerstraße 12 (Karte)                                                                                              | 1797 | Massives Gebäude mit Putzgliederung und Mansardwalmdach, baugeschichtlich von Bedeutung | 09224553 |
|                | Wohnhaus, nach links frei stehend | Dürningerstraße 14 (Karte)                                                                                              | Bezeichnet mit 1924 | Massives Gebäude mit Putzgliederung und Mansardwalmdach, baugeschichtlich und städtebaulich von Bedeutung | 09224552 |
| Weitere Bilder | Wohnhaus (Umgebinde) | Dürningerstraße 15 (Karte)                                                                                              | 2. Viertel 18. Jahrhundert | Obergeschoss Fachwerk, verbrettert, baugeschichtlich und städtebaulich von Bedeutung | 09224584 |
|                | Wohnhaus mit Laden | Dürningerstraße 16 (Karte)                                                                                              | Mitte 18. Jahrhundert | Ohne Rückgebäude, einfache Fassade, baugeschichtlich und städtebaulich von Bedeutung | 09224551 |
|                | Doppelwohnhaus | Dürningerstraße 17, 19 (Karte)                                                                                          | Um 1800 | Eingeschossiges Gebäude mit hohem Dach, vielen Dachhäuschen und Fledermausgaupen, baugeschichtlich und sozialgeschichtlich von Bedeutung | 09224585 |
|                | Gildemeisterhaus | Dürningerstraße 18 (Karte)                                                                                              | Um 1800 | Anbau von August-Bebel-Straße 11, eingeschossiges Gebäude mit hohem Dach, Dachhäuschen und Fledermausgaupen, baugeschichtlich und ortsgeschichtlich von Bedeutung | 09224550 |
|                | Museumsbau in Ecklage (Völkerkundemuseum, ehemals Missionsmuseum) | Goethestraße 1 (Karte)                                                                                                  | 1878 | Reiche späthistoristische Fassade, baugeschichtlich und ortsgeschichtlich von Bedeutung | 09224643 |
|                | Villenartiges Wohnhaus | Goethestraße 5 (Karte)                                                                                                  | Um 1900 | Erbaut im Reform- und Jugendstil, mit Schmuckfachwerk, baugeschichtlich von Bedeutung | 09224641 |
|                | Wohnhaus | Goethestraße 7 (Karte)                                                                                                  | Ende 19. Jahrhundert | Fassade mit späthistoristischen Elementen, baugeschichtlich von Bedeutung | 09224640 |
|                | Königlich-Sächsische Meilensteine (Sachgesamtheit); Meilenstein | Löbauer Straße (Ecke August-Bebel-Straße) (Karte)                                                                       | 19. Jahrhundert | Zum Kilometerstein umgearbeitet, mit Kronenrelief und Kilometerangabe „Zittau 16,3 km“, verkehrshistorisch von Bedeutung | 09303597 |
|                | Wohnhaus mit Laden in Ecklage | Löbauer Straße 9 (Dürningerstraße 3a) (Karte)                                                                           | 2. Viertel 18. Jahrhundert, verändert                                                                                         | Massives Gebäude mit hohem Mansardwalmdach mit Schopf, baugeschichtlich und städtebaulich von Bedeutung | 09224630 |
|                | Wohnhaus in geschlossener Bebauung, mit Laden | Löbauer Straße 11 (Karte)                                                                                               | 18. Jh. | Schlichter Putzbau mit Mansarddach und Dachhäuschen, baugeschichtlich und städtebaulich von Bedeutung | 09224629 |
|                | Wohn- und Geschäftshaus in Ecklage mit Nebengebäude (Dürningersches Geschäftshaus, Evangelische Brüder-Unität) | Löbauer Straße 12 (Dürningerstraße 5) (Karte)                                                                           | 1761 | Ein Haus mit Löbauer Straße 12, repräsentatives Gebäude mit Putzgliederung, Walmdach mit vielen Dachhäuschen, Nebengebäude Fachwerk verputzt, baugeschichtlich und ortsgeschichtlich von Bedeutung | 09224555 |
|                | Wohnhaus in geschlossener Bebauung, mit Rückgebäude | Löbauer Straße 13 (Karte)                                                                                               | 2. Viertel 18. Jahrhundert | Schlichter Putzbau mit Satteldach und Dachhäuschen, baugeschichtlich und städtebaulich von Bedeutung | 09224628 |
|                | Wohnhaus | Löbauer Straße 14 (Karte)                                                                                               | 2. Hälfte 18. Jahrhundert | Putzbau mit rundbogiger Toreinfahrt, baugeschichtlich und städtebaulich von Bedeutung | 09224559 |
|                | Wohnhaus und drei Nebengebäude eines geschlossenen Hofes, auf der nordwestlichen Seite Tordurchfahrt | Löbauer Straße 15 (Karte)                                                                                               | 2. Viertel 18. Jahrhundert | Das südwestliche Nebengebäude mit Oberlaube zum Innenhof, baugeschichtlich und städtebaulich von Bedeutung | 09224627 |
|                | Wohnhaus mit Laden in Ecklage | Löbauer Straße 16 (Karte)                                                                                               | 3. Viertel 19. Jahrhundert | Putzbau mit übergiebeltem Mittelrisalit, baugeschichtlich von Bedeutung | 09224558 |
|                | Wohnhaus mit seitlicher Toreinfahrt, zwei Nebengebäude, Schuppen und Gartenhäuschen (sogenannte Kruppasche Laube) | Löbauer Straße 17, 17a (Karte)                                                                                          | 19. Jahrhundert (Gartenhaus)                                                                                                  | Wohnhaus breitgelagerter Putzbau mit Krüppelwalmdach und Dachhäuschen, Rückseite: Obergeschoss in Art einer Oberlaube, Gartenhaus mit neogotischen Fenstern, baugeschichtlich und kulturgeschichtlich von Bedeutung | 09224626 |
| Weitere Bilder | Rathaus | Löbauer Straße 18 (Karte)                                                                                               | Bezeichnet mit 1911 | Im traditionalistischen Stil um 1910, baugeschichtlich und ortsgeschichtlich von Bedeutung | 09224560 |
|                | Doppelwohnhaus | Löbauer Straße 20, 22 (Karte)                                                                                           | Um 1910 | Putzbau mit Reformstilelementen der Zeit um 1910, mit modernem Ladeneinbau, baugeschichtlich und städtebaulich von Bedeutung | 09224561 |
| Weitere Bilder | Wohnhaus mit Laden, in Ecklage und offener Bebauung | Löbauer Straße 21 (Karte)                                                                                               | Ende 19. Jahrhundert | Einfacher Putzbau mit Eckerker, baugeschichtlich und städtebaulich von Bedeutung | 09224624 |
|                | Wohnhaus in Ecklage | Löbauer Straße 23 (Karte)                                                                                               | Um 1800 | Einstige Toreinfahrt heute zugemauert, Satteldach mit Fledermausgaupe und zwei Dachhäuschen, baugeschichtlich von Bedeutung | 09224660 |
|                | Wohnhaus | Löbauer Straße 28 (Karte)                                                                                               | Um 1900, verändert | Putzbau mit Zierklinkern aus der Zeit um 1900, baugeschichtlich von Bedeutung | 09224645 |
|                | Wohnhaus | Löbauer Straße 29 (Karte)                                                                                               | 4. Viertel 19. Jahrhundert | Spätklassizistische Fassade, aufwändig gestalteter Eingangsbereich, späterer Ladeneinbau, baugeschichtlich von Bedeutung | 09224659 |
|                | Wohnhaus | Löbauer Straße 31 (Karte)                                                                                               | Laut Auskunft 1874, verändert                                                                                                 | Putzbau mit übergiebelten Seitenrisaliten, baugeschichtlich von Bedeutung | 09224658 |
|                | Wohnhaus und Gartenhäuschen | Löbauer Straße 33 (Karte)                                                                                               | Um 1900 | Schlichte Fassade mit Eckquaderung, Drempel, hölzernes Vorhaus, baugeschichtlich von Bedeutung | 09224657 |
|                | Wohnstallhaus, Scheune und zwei Seitengebäude eines Vierseithofes | Löbauer Straße 36 (Karte)                                                                                               | 2. Hälfte 19. Jahrhundert | Baugeschichtlich und wirtschaftsgeschichtlich von Bedeutung | 09224650 |
|                | Villenartiges Wohnhaus mit seitlichem Ladenanbau und Nebengebäude | Löbauer Straße 40 (Karte)                                                                                               | Um 1900 | Klinkerfassade mit Schmuckfachwerk, reiche Dachlandschaft, baugeschichtlich von Bedeutung | 09224651 |
|                | Wohnhaus | Löbauer Straße 41 (Karte)                                                                                               | 1930er Jahre | Zeittypisches massives Gebäude mit Eckquaderung, baugeschichtlich von Bedeutung | 09224655 |
|                | Bahnhofsrestauration, später Eisenbahnerwohnhaus (Einzeldenkmal zu ID-Nr. 09302439) | Löbauer Straße 51 (Karte)                                                                                               | 1846 | Einzeldenkmal der Sachgesamtheit Eisenbahnstrecke Löbau – Zittau; baugeschichtlich und eisenbahngeschichtlich von Bedeutung, klassizistische Fassade mit Putzgliederung und Rundbogenfenstern | 09224654 |
| Weitere Bilder | Empfangsgebäude des Bahnhofs Herrnhut (Einzeldenkmal zu ID-Nr. 09302439) | Löbauer Straße 55 (Karte)                                                                                               | 1865 | Einzeldenkmal der Sachgesamtheit Eisenbahnstrecke Löbau – Zittau; baugeschichtlich und verkehrsgeschichtlich von Bedeutung, gründerzeitliches Empfangsgebäude mit Rundbogenfenstern, im Innern des Empfangsgebäudes zwei gusseiserne Säulen und „Knipshäusel“ | 09224652 |
|                | Durchlassöffnung des Petersbachs (Einzeldenkmal zu ID-Nr. 09302439) | Oderwitzer Straße (Karte)                                                                                               | 1848 eröffnet | Einzeldenkmal der Sachgesamtheit Eisenbahnstrecke Löbau – Zittau; verkehrsgeschichtlich von Bedeutung, Durchlass ein Bogen, Granit | 08992553 |
| Weitere Bilder | Eisenbahnbrücke über die Oderwitzer Straße (Einzeldenkmal zu ID-Nr. 09302439) | Oderwitzer Straße (Karte)                                                                                               | 1848 eröffnet | Einzeldenkmal der Sachgesamtheit Eisenbahnstrecke Löbau – Zittau; verkehrsgeschichtlich von Bedeutung, Brücke ein Bogen, Granit | 09224661 |
|                | Doppelwohnhaus | Oderwitzer Straße 1, 3 (Karte)                                                                                          | Um 1900 | Zeittypisches Gebäude mit Putzgliederung, Mansardwalmdach, baugeschichtlich von Bedeutung | 09224670 |
| Weitere Bilder | Villenartiges Wohnhaus | Oderwitzer Straße 8 (Karte)                                                                                             | Um 1900 | Klinker-Putz-Fassade mit Fachwerk, baugeschichtlich von Bedeutung | 09224662 |
|                | Doppelwohnhaus | Oderwitzer Straße 9, 11 (Karte)                                                                                         | Ende 19. Jahrhundert | Fassade mit Putzgliederung und Stufengiebel, baugeschichtlich von Bedeutung | 09224668 |
|                | Verwaltungsgebäude, Kesselhaus mit Schornstein und Maschinenhaus der Textilfabrik Abraham Dürninger und Co. | Oderwitzer Straße 12 (Karte)                                                                                            | Gegründet 1747; Schornstein bezeichnet mit 1891                                                                               | Baugeschichtlich und ortsgeschichtlich von Bedeutung | 09224663 |
|                | Villenartiges Wohnhaus | Oderwitzer Straße 13 (Karte)                                                                                            | 1900/1910 | Erbaut im Reformstil der Zeit um 1905, Schmuckfachwerk, baugeschichtlich von Bedeutung | 09224665 |
|                | Wohnhaus | Oskar-Lier-Straße 1 (Karte)                                                                                             | 1920er Jahre | Im Heimatstil errichtet, baugeschichtlich von Bedeutung | 09224647 |
|                | Krankenhausbau, ohne Anbau (Poliklinik Herrnhut) | Oskar-Lier-Straße 2, 4 (Karte)                                                                                          | 1920er Jahre | Im traditionalistischen Stil der 1920er Jahre errichtet, baugeschichtlich und ortsgeschichtlich von Bedeutung | 09224646 |
| Weitere Bilder | Villenartiges Wohnhaus mit Einfriedung | Rennersdorfer Straße 2 (Karte)                                                                                          | Nach 1900 | Putzbau mit Fachwerkelementen und Jugendstilfenstern, baugeschichtlich von Bedeutung | 09224605 |
| Weitere Bilder | Doppelwohnhaus mit Einfriedung (Missionshaus) | Rennersdorfer Straße 4, 6 (Karte)                                                                                       | 1910er Jahre | Einstiges Missionshaus, repräsentatives Gebäude mit Pilastergliederung und Giebelrisalit, baugeschichtlich und ortsgeschichtlich von Bedeutung | 09224606 |
| Weitere Bilder | Doppelwohnhaus mit Einfriedung (Missionshaus) | Rennersdorfer Straße 8, 10 (Karte)                                                                                      | 1910er Jahre, verändert | Einstiges Missionshaus, überformte Fassade, Pilastergliederung, Veränderungen im Dachbereich durch Geschossaufstockung, baugeschichtlich und ortsgeschichtlich von Bedeutung | 09224607 |
|                | Glockenwand an der Stelle des ersten Betsaales, mit Inschrifttafel | Zinzendorfplatz (Karte)                                                                                                 | 1824 (Inschrifttafel); nach 1945 (Glockenturm)                                                                                | Geschichtlich von Bedeutung | 09224535 |
| Weitere Bilder | Kirche mit Betsaal und Flügelbauten, Denkmal für Nikolaus Ludwig Reichsgraf von Zinzendorf im Hof sowie umgebender Kirchplatz (Evangelische Brüder-Unität) | Zinzendorfplatz (Karte)                                                                                                 | 1756; 1953 erneuert; 19. Jahrhundert (Büste)                                                                                  | Kirche verputzter Bruchsteinbau über rechteckigem Grundriss, an der Ostseite Eingangspavillons, hohes Mansardwalmdach, hölzerner Dachreiter mit geschweifter Haube, zwei schlichte Flügelbauten im Westen mit Wohnungen, Zinzendorf-Denkmal als Sandsteinbüste auf Granitsockel, gestaltete Kirchplatzanlage, baugeschichtlich, ortsgeschichtlich und gartenkünstlerisch von Bedeutung | 09224534 |
|                | Wohnhaus, ehemals in geschlossener Bebauung und Nebengebäude | Zinzendorfplatz 3 (Karte)                                                                                               | 2. Hälfte 18. Jahrhundert | Schlichte Putzfassade mit Lisenengliederung, baugeschichtlich und städtebaulich von Bedeutung | 09224544 |
|                | Wohnhaus in geschlossener Bebauung und Nebengebäude | Zinzendorfplatz 4 (Karte)                                                                                               | 2. Hälfte 18. Jahrhundert | Schlichte Putzfassade mit Lisenengliederung, baugeschichtlich und städtebaulich von Bedeutung | 09224543 |
|                | Wohnhaus in Ecklage (Pilgerhaus der Evangelischen Brüder-Unität) | Zinzendorfplatz 5 (August-Bebel-Straße 1) (Karte)                                                                       | 1864 | Ein Haus mit August-Bebel-Straße 1, spätklassizistische Fassade mit Putznutung, baugeschichtlich und straßenbildprägend von Bedeutung | 09224541 |
| Weitere Bilder | Witwenhaus der Evangelischen Brüder-Unität in Ecklage, Garten mit Gartenhaus und Gartenlaube sowie Reste der Einfriedungsmauer an der Dürningerstraße und der August-Bebel-Straße | Zinzendorfplatz 6, 7 (August-Bebel-Straße 2, 4) (Karte)                                                                 | 1759–1761 (Witwenhaus); 2. Hälfte 18. Jahrhundert (Gartenhaus); Mitte 19. Jahrhundert (Gartenlaube)                           | Ein Haus mit August-Bebel-Straße 2/4, repräsentativer U-förmiger Barockbau mit Mansardwalmdach, schlichte Wandgliederung durch rustizierte Eckpilaster, barockes achteckiges Gartenhaus aus Holz mit gerundeter Haube, hölzerne Gartenlaube, baugeschichtlich, ortsgeschichtlich und platzbildprägend von Bedeutung | 09224539 |
| Weitere Bilder | Wohnhaus und Nebengebäude | Zinzendorfplatz 8 (Karte)                                                                                               | Mitte 18. Jahrhundert | Wohnhaus Obergeschoss Fachwerk, verbrettert, baugeschichtlich von Bedeutung | 09224590 |
| Weitere Bilder | Wohnhaus und Wirtschaftsgebäude des Neuen Schwesternhauses der Evangelischen Brüder-Unität sowie Garten mit zwei Gartenhäusern | Zinzendorfplatz 10, 11 (Karte)                                                                                          | 1822 (Wohnhaus); 2. Hälfte 18. Jahrhundert (Gartenhaus)                                                                       | Lang gestreckte Gebäude mit Bohlenbinderdach, barocke achteckige Gartenhäuser aus Holz mit Zeltmansarddächern, innen bemalte Decken: „Morgen“ und „Abend“, baugeschichtlich, ortsgeschichtlich und landschaftsgestaltend von Bedeutung | 09224537 |
| Weitere Bilder | Gärtnerhaus | Zinzendorfplatz 15 (Karte)                                                                                              | 1900 | Errichtet als Wohnhaus für den Gärtner, der das Areal am Herrschaftshaus bewirtschaftete, barockisierender Putzbau mit Eckrustizierung, baugeschichtlich von Bedeutung | 09224538 |
| Weitere Bilder | Stadtpalais mit Gartenanlage (Herrschaftshaus, Zinzendorfpalais) | Zinzendorfplatz 16 (Karte)                                                                                              | 1781 | Herrschaftshaus, barocke Dreiflügelanlage, Hauptseite mit dreiachsigem übergiebelten Mittelrisalit, Erdgeschoss mit rustizierten Eckpilastern, barocker Garten, baugeschichtlich, ortsgeschichtlich und gartenkünstlerisch von Bedeutung | 09224536 |
| Weitere Bilder | Waldbad Herrnhut: Freibad mit Stahlbetonbecken und Umkleidekabinen | Zittauer Straße (Karte)                                                                                                 | Laut Auskunft 1906 | Ortsgeschichtlich von Bedeutung | 09224822 |
| Weitere Bilder | Wohnhaus | Zittauer Straße 9 (Karte)                                                                                               | 1. Hälfte 19. Jahrhundert | Ländlich mit Satteldach, baugeschichtlich und städtebaulich von Bedeutung | 09224609 |
| Weitere Bilder | Wohnhaus in Ecklage, mit zwei Rückgebäuden | Zittauer Straße 12 (Karte)                                                                                              | 1. Hälfte 19. Jahrhundert | Rückgebäude mit hölzernen Galerien zum Innenhof, baugeschichtlich und städtebaulich von Bedeutung | 09224636 |
| Weitere Bilder | Wohnhaus in Ecklage mit nordwestlichem Seitenflügel sowie winkliges Nebengebäude und Einfriedungsmauer an der Liergasse | Zittauer Straße 14 (Karte)                                                                                              | Laut Auskunft 1729, später überformt                                                                                          | Baugeschichtlich und wirtschaftsgeschichtlich von Bedeutung | 09224637 |
| Weitere Bilder | Wohnhaus in geschlossener Bebauung | Zittauer Straße 16 (Karte)                                                                                              | 2. Viertel 18. Jahrhundert | Putzbau mit hohem Mansardgiebeldach, baugeschichtlich und städtebaulich von Bedeutung | 09224638 |
| Weitere Bilder | Wohnhaus und Brunnen | Zittauer Straße 18 (Karte)                                                                                              | 2. Viertel 18. Jahrhundert, erneuert (Wohnhaus); 19. Jahrhundert (Handschwengelpumpe)                                         | Wohnhaus Obergeschoss Fachwerk, baugeschichtlich von Bedeutung | 09224639 |
| Weitere Bilder | Wohnhaus, nach rechts frei stehend | Zittauer Straße 19 (Karte)                                                                                              | 2. Hälfte 19. Jahrhundert | Putzbau mit Kniestock, baugeschichtlich von Bedeutung | 09224613 |
| Weitere Bilder | Schirmvogtei der Evangelischen Brüder-Unität mit Gartenanlage, Gartenhaus und ehemaliger Parkanlage am Heinrichsberg | Zittauer Straße 20 (Karte)                                                                                              | 1730 Mittelbau; vor 1751 (Garten); um 1900 (Gartenhaus)                                                                       | Barocke Dreiflügelanlage, Mittelbau mit dreigeschossigem übergiebeltem Mittelrisalit und Mansardwalmdach, zunächst privates Wohnhaus, ab 1756 Sitz der Schirmvogtei, später übernahm die Brüder-Unität das Anwesen mit ausgedehnter Gartenanlage, seit 1913 Sitz der Unitätsdirektion, baugeschichtlich, ortsgeschichtlich und landschaftsgestaltend von Bedeutung | 09224621 |
| Weitere Bilder | Evangelische Brüder-Unität; Vogtshof; Wirtschaftshof des Vogtshofs mit Wohnhaus und Wirtschaftsgebäude | Zittauer Straße 22 (Karte)                                                                                              | 1766, verändert | Baugeschichtlich und ortsgeschichtlich von Bedeutung | 09224622 |
| Weitere Bilder | Wohnhaus und Einfriedung | Zittauer Straße 23 (Karte)                                                                                              | 2. Hälfte 19. Jahrhundert | Schlichter Bau mit Mittelrisalit und Stockgesims, baugeschichtlich und städtebaulich von Bedeutung | 09224614 |
| Weitere Bilder | Archiv der Evangelischen Brüder-Unität | Zittauer Straße 24 (Karte)                                                                                              | Bezeichnet mit 1889 | Klassizistisch mit übergiebeltem Mittelrisalit, Putznutung und Gurtgesimsen, baugeschichtlich und ortsgeschichtlich von Bedeutung | 09224620 |
| Weitere Bilder | Wohnhaus mit Einfriedung | Zittauer Straße 26 (Karte)                                                                                              | Um 1910 | Reformstilelemente der Zeit um 1910, baugeschichtlich von Bedeutung | 09224619 |
| Weitere Bilder | Wohnhaus mit Einfriedung | Zittauer Straße 27 (Karte)                                                                                              | Bezeichnet mit 1893 | Repräsentative historistische Fassade im Stil der Neorenaissance, mit Klinkerzier und Terrakottaschmuckband, baugeschichtlich von Bedeutung | 09224615 |
| Weitere Bilder | Wohnhaus | Zittauer Straße 28 (Karte)                                                                                              | Laut Auskunft 1905 | Putzbau mit Fachwerkgiebel, baugeschichtlich von Bedeutung | 09224618 |
| Weitere Bilder | Wohnhaus | Zittauer Straße 29 (Karte)                                                                                              | 1920er Jahre | Im Reform- und Heimatstil der Zeit um 1910, baugeschichtlich von Bedeutung | 09224616 |
| Weitere Bilder | Wohnhaus, Remise, Nebengebäude, Gartenhäuschen und Einfriedungin Schmiedeeisen | Zittauer Straße 30 (Karte)                                                                                              | Um 1873 (Gartenhaus); Ende 19. Jahrhundert (Wohnhaus)                                                                         | Wohnhaus spätklassizistischer Putzbau, baugeschichtlich von Bedeutung | 09224617 |
|                | Eisenbahnbrücke (Einzeldenkmal zu ID-Nr. 09302439) | Zur Bleiche (Strecke zwischen Herrnhut und Ruppersdorf) (Karte)                                                         | 1846/1848 | Einzeldenkmal der Sachgesamtheit Eisenbahnstrecke Löbau – Zittau; verkehrsgeschichtlich von Bedeutung, Brücke ein Bogen, Granit | 08992555 |

## Streichungen von der Denkmalliste

### Streichungen von der Denkmalliste (Herrnhut)
| Bild                                    | Bezeichnung | Lage                       | Datierung                 | Beschreibung | ID       |
| --------------------------------------- | ----------- | -------------------------- | ------------------------- | --- | -------- |
| Direkt Bild zu diesem Denkmal hochladen | Wohnhaus    | Löbauer Straße 19 (Karte)  | 2. Hälfte 19. Jahrhundert | Schlichtes, lang gestrecktes Gebäude mit Drempel, baugeschichtlich und städtebaulich von Bedeutung; nach 2014 von der Denkmalliste gestrichen | 09224625 |
| Direkt Bild zu diesem Denkmal hochladen | Wohnhaus    | Zittauer Straße 11 (Karte) | 1. Hälfte 19. Jahrhundert | Schlichte Fassade, Satteldach, baugeschichtlich und städtebaulich von Bedeutung; zwischen 2014 und 2016 abgerissen                            | 09224610 |

### Streichungen von der Denkmalliste (Heuscheune)
| Bild                                    | Bezeichnung                                   | Lage                      | Datierung                 | Beschreibung | ID       |
| --------------------------------------- | --------------------------------------------- | ------------------------- | ------------------------- | --- | -------- |
| Direkt Bild zu diesem Denkmal hochladen | Wohnstallhaus (Umgebinde) mit Wirtschaftsteil | Heuscheuner Weg 6 (Karte) | Kern Ende 17. Jahrhundert | Mächtiges Wohnstallhaus, Obergeschoss Fachwerk, einziges erhaltenes Beispiel der regionaltypischen Wohnhausbauweise in der Ortslage, baugeschichtlich von Bedeutung; zwischen 2016 und 2017 abgerissen | 08961032 |

## Tabellenlegende
- Bild: Bild des Kulturdenkmals, ggf. zusätzlich mit einem Link zu weiteren Fotos des Kulturdenkmals im Medienarchiv Wikimedia Commons. Wenn man auf das Kamerasymbol klickt, können Fotos zu Kulturdenkmalen aus dieser Liste hochgeladen werden:
- Bezeichnung: Denkmalgeschützte Objekte und ggf. Bauwerksname des Kulturdenkmals
- Lage: Straßenname und Hausnummer oder Flurstücknummer des Kulturdenkmals. Die Grundsortierung der Liste erfolgt nach dieser Adresse. Der Link (Karte) führt zu verschiedenen Kartendiensten mit der Position des Kulturdenkmals. Fehlt dieser Link, wurden die Koordinaten noch nicht eingetragen. Sind diese bekannt, können sie über ein Tool mit einer Kartenansicht einfach nachgetragen werden. In dieser Kartenansicht sind Kulturdenkmale ohne Koordinaten mit einem roten bzw. orangen Marker dargestellt und können durch Verschieben auf die richtige Position in der Karte mit Koordinaten versehen werden. Kulturdenkmale ohne Bild sind an einem blauen bzw. roten Marker erkennbar.
- Datierung: Baubeginn, Fertigstellung, Datum der Erstnennung oder grobe zeitliche Einordnung entsprechend des Eintrags in der sächsischen Denkmaldatenbank
- Beschreibung: Kurzcharakteristik des Kulturdenkmals entsprechend des Eintrags in der sächsischen Denkmaldatenbank, ggf. ergänzt durch die dort nur selten veröffentlichten Erfassungstexte oder zusätzliche Informationen
- ID: Vom Landesamt für Denkmalpflege Sachsen vergebene, das Kulturdenkmal eindeutig identifizierende Objekt-Nummer. Der Link führt zum PDF-Denkmaldokument des Landesamtes für Denkmalpflege Sachsen. Bei ehemaligen Kulturdenkmalen können die Objektnummern unbekannt sein und deshalb fehlen bzw. die Links von aus der Datenbank entfernten Objektnummern ins Leere führen. Ein ggf. vorhandenes Icon  führt zu den Angaben des Kulturdenkmals bei Wikidata.